# MySims Kingdom
MySims Kingdom — це відеогра, розроблена EA Redwood Shores і опублікована Electronic Arts як спіноф франшизи Maxis The Sims для Nintendo DS і Wii у 2008 році. MySims Kingdom — це продовження MySims, яка була випущена у 2007 році, і після якої виникнули MySims Party, MySims Racing, MySims Agents і MySims SkyHeroes.

## Ігровий процес

### Версія Wii
Версія MySims Kingdom для Wii відрізняється від франшизи The Sims і починається з персонажа, який живе в занедбаному королівстві з королем, який відчайдушно прагне повернути щастя. Вандольєри королівства, сіми з чарівною паличкою, які працювали, щоб підтримувати порядок у королівстві, давно пішли на пенсію або переїхали, і гравець повинен стати новим Вандольєром і відновити порядок. Завдання гравця полягає в тому, щоб відновити або реконструювати будинки та інші споруди для персонажів за допомогою сувоїв, наданих їм жителями, і виконати завдання, які призначають жителі острова. Гравці повинні збирати есенції, щоб розблокувати ці сувої та отримувати з них нові предмети, а також збирати «ману», яка використовується для створення меблів і конструкцій, а натомість гравець отримує есенції, сувої, очки короля (іноді) та одяг для свого сіма. У міру того, як щастя королівства зростає, відкриваються нові острови. Щоб розблокувати більше місць, гравець виконує доручення, доки не набере достатньо «королівських очок». Другий набір місій роздається перед тим, як досягти кінця гри та отримати спеціальну нагороду.
Коли гравець набере достатньо очок, щоб досягти 5-го рівня очок короля, він відкриває Острів Нагороди, який є островом у верхньому лівому куті карти, який гравець може будувати за своїм бажанням. На острові нагороди гравець має можливість розміщувати фігурки, есенції та квіти, які збирав протягом гри. Після досягнення п'ятого рівня очок короля, гравець також може переглядати кредити, коли забажає. У кінцевих титрах персонажі з різних островів танцюють під оригінальну пісню композитора Марка Мазерсбо. Персонажі з'являються в кінцевій послідовності титрів, лише якщо гравець виконав усі завдання на своєму острові. Це означає, що послідовність кредитів може відбуватися по-різному для різних гравців, залежно від того, яку частину гри вони пройшли.
Гравці також можуть взаємодіяти з громадянами, роблячи з ними певні дії, наприклад, влаштовуючи пікнік. Вони також можуть налаштовувати персонажів, використовуючи одяг, отриманий як нагорода за виконання певних завдань. Деякі предмети в грі є інтерактивними, як-от телевізори, плити, комп'ютери, відеоігри тощо. На відміну від інших ігор у франшизі The Sims, у сіма гравця немає потреб чи бажань, хоча їсти та спати необов'язково.
У версії MySims Kingdom для Nintendo Wii, Nunchuk використовується для прямого переміщення, а Wii Remote — для переміщення та будівництва об'єктів. Гравці також можуть використовувати Wii Remote, щоб порибалити в місцях риболовлі навколо кожного острова. Струшування Wii Remote використовується для рубання дерев або видобутку корисних копалин, щоб отримати різні есенції. Час від часу жителі острова просять гравця дослідити Королівство, збираючи певні речі, такі як риба, статуетки та обладунки.

### Версія Nintendo DS
У версії MySims Kingdom для Nintendo DS гравець потрапляє на острів із таємничою особою, яка змушує дерева та будинки зникати. Завдання гравця — зупинити цю людину та проїхати для цього все королівство Nintendo DS. Ця версія MySims Kingdom містить як персонажів з інших ігор MySims, так і деяких унікальних для MySims Kingdom.

## Критика
| Агрегатор  | Оцінка | Оцінка |
| Агрегатор  | DS     | Wii    |
| ---------- | ------ | ------ |
| Metacritic | 58/100 | 76/100 |

| Видання                    | Оцінка | Оцінка |
| Видання                    | DS     | Wii    |
| -------------------------- | ------ | ------ |
| 1Up.com                    | D+     | C−     |
| Famitsu                    | 27/40  | 29/40  |
| GameDaily                  | Н/Д    | 8/10   |
| GamesMaster                | Н/Д    | 84 %   |
| GameSpot                   | 5.5/10 | 7.5/10 |
| GameZone                   | 6/10   | 8/10   |
| IGN                        | Н/Д    | 7.3/10 |
| NGamer                     | Н/Д    | 84 %   |
| Nintendo Power             | Н/Д    | 7.5/10 |
| Official Nintendo Magazine | 79 %   | 85 %   |

Версія для Wii отримала «загалом схвальні відгуки», тоді як версія DS отримала «змішані» відгуки, згідно з вебсайтом зібрання оглядів Metacritic. У Японії, де версія Wii була перенесена для випуску під назвою Boku to Sim no Machi Kingdom (ぼくとシムのまち キングダム, Boku to Shimu no Machi Kingudamu) 30 жовтня 2008 року, а потім і версію DS до 4 грудня 2008 року. Famitsu поставили їй одну сім, одну вісім та дві сім, загалом 29 із 40 для першої та 27 із 40 для останньої.
Версія для Wii була номінована як найкраща гра-симулятор для Wii від IGN у своїх нагородах за відеоігри 2008 року.